# Jan dau Melhau
Jan dau Melhau, né Jean-Marie Maury le 20 mai 1948 à Limoges, est un écrivain, musicien, chanteur, conteur et éditeur français dont la langue de production est l’occitan du Limousin.

## Biographie
De son nom d'état civil Jean-Marie Maury, Jan dau Melhau (en français Jean du Melhau, nom de la terre familiale où l'on cultivait des céréales) naît à Limoges,.
Diplômé de l'Institut d'études politiques de Toulouse (promotion 1969), il obtient ensuite une maîtrise de philosophie, toujours à Toulouse.
Dans les années 1970, Jan dau Melhau est objecteur de conscience et doit alors comparaître devant le tribunal de Limoges. Un comité de soutien populaire s'organise dans la ville autour du jeune chanteur et écrivain occitan. C'est également à cette époque qu'il fait son retour à la terre. Il s'installe dans les environs de Meuzac, en Haute-Vienne, d'où est originaire sa mère.
Il devient ensuite l'une des têtes d'affiche de la chanson occitane des années 1970. Mais sa « limousinité », c'est-à-dire sa manière de voir les choses, la nature, les bêtes, les hommes et la mort en fait un chanteur assez marginal.
Auteur et éditeur des belles lettres occitanes limousines (comme Marcelle Delpastre ou Paul-Louis Grenier), il s'intéresse surtout à la beauté de la langue occitane, à sa force littéraire. Sa démarche n'a jamais été de faire du folklore au sens généralement admis du terme, ni de chanter devant un plein Zénith, mais plutôt de chercher au plus profond de la langue limousine toute sa finesse, tous ses mystères.
Il continue aujourd'hui d'œuvrer pour le Limousin avec sa maison d'édition Lo Chamin de Sent Jaume (le Chemin de Saint-Jacques) à Meuzac, avec ses propres écrits ainsi qu'avec ses spectacles de contes et de chansons.
Il est également cofondateur, avec Micheu Chapduelh (Michel Chadeuil), de la revue limousino-périgourdine Lo leberaubre.
Jan dau Melhau travaille depuis les années 1990 avec l'imprimeur Edmond Thomas, fondateur des éditions Plein Chant à Bassac, en Charente.
Son œuvre ainsi que les textes qu'il édite sont presque toujours illustrés par l'artiste et occitaniste limougeaud Jean-Marc Siméonin.

## Œuvres
(Bibliographie non exhaustive)
- Los dos einocents (roman), Instit d'estudis occitans 87, 1978
- Lo Prumier libre dau Marçau, Edicions dau Leberaubre, 1983
- Pregieras de tradicion popularia = Prières de tradition populaire, Edicions dau Chamin de Sent-Jaume, 1988
- L'ospitau (sous le pseud. Peire dau Mazeu), Vent Terral, 1988
- Journal d'un pèlerin, vielleux et mendiant, sur le chemin de Compostelle, Edicions dau Chamin de Sent-Jaume, 1990 (1er édition), Éditions Fédérop, 2002 (5e édition)
- Almanach limousin, Éditions Lucien-Souny, 1991
- Le proverbe n'est pas menteur : proverbes limousins, Éditions Lucien-Souny, 1992
- Obras completas (aphorismes, avec traduction française), Edicion dau Chamin de Sent-Jaume, 1994
- Ad un aitau franc desesper / Pour un si franc désespoir, Edicion dau Chamin de Sent-Jaume, 1996
- 19 contes du Limousin, Castor Poche Flammarion, 1998
- Je me souviens de Limoges, te'n rapelas ?, Edicion dau Chamin de Sent-Jaume, 1999
- Lo mite dau chastenh / Le mythe du châtaignier  (bilingue, avec un CD), L'ostal del libre, 2001
- Au rier-lutz dau silenci, Edicion dau Chamin de Sent-Jaume, 2001
- Cronicas dau saubre viure (chroniques radiophoniques, avec traduction française), Éditions Lucien-Souny, 2002
- Mon dictionnaire ou Mais qu'est-ce que je fous dans ce merdier ?, chez l'auteur, 2002
- Gloria de la mort (poème calligraphié, avec traduction française), coll. « Type-Type », Plein chant, 2002
- Mes vieilles. Mas vielhas, Meuzac, Lo chamin de Sent Jaume, 2006
- En frances dins la revirada, Meuzac, Lo chamin de Sent Jaume, 2006
- Mas si chantavas la vita (textes de chansons, avec traduction française), Meuzac, Lo chamin de Sent Jaume, 2006
- Letra au darrier pacan dau lemosin si non es desja mort, Meuzac, chez l'auteur, 2008
- D'un vilatge, Meuzac, Lo chamin de Sent Jaume, 2008
- De l'ombra e autres titols, Meuzac, Lo chamin de Sent Jaume, 2008
- Ma lenga, Meuzac, chez l'auteur, 2012
- La velhada, Meuzac, chez l'auteur, 2014 (monologue mis en scène au théâtre Expression 7, à Limoges, en avril 2014)

## Discographie
- Lo Diable es jos la pòrta, disque Ventadorn, dans les années 1970, ré-enregistré en duo avec Bernat Combi, disponible en CD chez l'Institut d'Estudis Occitans dau Lemosin (2003)
- Lo Deleser, disque Ventadorn, années 1970.
- En tut segre los jorns (chansons pour enfants), 1977. Les chansons ont été reprises et éditées par le trio Marot/Urroz/Fontanille en 2016.
- Los d'a Roier (groupe composé de Jan dau Melhau et Sergi Marot), disque Ventadorn, 1978
- Contes, cassette audio chez L'Ostal del Libre (1990) ; CD "Le Mythe du Châtaignier/Lo Mite dau chastenh" accompagnant le livre (Ostal del libre, 2001)
- Diverses participations à différents enregistrements comme Trob'art : concept 1 (Aliénor/Harmonia Mundi, 2000), Violons limousins et Couleur chabrette (Département de musique traditionnelle du Conservatoire national de région de Limoges, Trad'bande, 1999 et 2003), Chants et musiques de l'imaginaire creusois (Modal, 2000)...
- Mas si chantavas la vita..., label La Voix Des Sirènes, 2008
- Jan dau Melhau chanta Gaston Couté (adaptations limousines de chansons du poète Gaston Couté), I.E.O. dau Lemosin/Lo Chamin de Sent Jaume, 2012
- Jan dau Melhau chanta Granier (mises en musique de textes du poète creusois Pau-Lois Granier (1879-1954)), label La Voix Des Sirènes, , 2014
- Au naissent d'un trobaire : las prumieras chançons (1972-1974)  (reprise de nombreuses chansons, certaines inédites, écrites au début des années 1970), éd. Lo chamin de Sent Jaume, 2015
- La velhada (enregistrement du spectacle), Lo chamin de sent Jaume, 2016
- Gent qu'espleitas (ensemble de chansons écrites dans les années 1970), éd Lo chamin de Sent Jaume, 2017
- La capforcha : chants e musicas en Lemosin (compilation de chants et musiques acoustiques en Limousin, au sein de laquelle cinq morceaux ou interprétations de Melhau figurent : Quand la pastora bourrée à 5 temps, Lo chamin de sent Jaume, bourrée, Lo darriet jorn de l'an et une suite de bourrée), label La Voix Des Sirènes, 2018
- Melhau chanta Brassens (, Lo chamin de sent Jaume, 2019
- Cronicas dau saubre-viure (2 CD), Lo ch)min de sent Jaume, 2021

### Entretiens
- Interview de Jan dau Melhau - OC-TV.net - mars 2003
- Entretien avec Jan dau Melhau et Françoise Etay à propos du spectacle Los que passavan